# Bojanowo
Bojanowo é um município da Polônia, na voivodia da Grande Polônia e no condado de Rawicz. Estende-se por uma área de 2,34 km², com 2 948 habitantes, segundo os censos de 2016, com uma densidade de 1259,8 hab/km².